# Johnius
Johnius är ett släkte av fiskar. Johnius ingår i familjen havsgösfiskar.

## Dottertaxa tillJohnius, i alfabetisk ordning[1]
- Johnius amblycephalus
- Johnius australis
- Johnius belangerii
- Johnius borneensis
- Johnius cantori
- Johnius carouna
- Johnius carutta
- Johnius coitor
- Johnius distinctus
- Johnius dorsalis
- Johnius dussumieri
- Johnius elongatus
- Johnius fasciatus
- Johnius fuscolineatus
- Johnius gangeticus
- Johnius glaucus
- Johnius goldmani
- Johnius grypotus
- Johnius heterolepis
- Johnius hypostoma
- Johnius laevis
- Johnius latifrons
- Johnius macropterus
- Johnius macrorhynus
- Johnius mannarensis
- Johnius novaeguineae
- Johnius novaehollandiae
- Johnius pacificus
- Johnius philippinus
- Johnius plagiostoma
- Johnius trachycephalus
- Johnius trewavasae
- Johnius weberi